# Quintus Poppaedius Silo
Quintus Poppaedius Silo († 88 v. Chr. in Apulien) war ein Angehöriger des italischen Volks der Marser und Feldherr der Italiker im Bundesgenossenkrieg gegen Rom 91 bis 88 v. Chr.

## Leben
Poppaedius Silo war ein Freund des Marcus Livius Drusus, der als Volkstribun versuchte, für die Italiker das römische Bürgerrecht zu gewinnen, wobei er bei der streng konservativen Senatsgruppe der Optimaten auf heftigen Widerstand stieß. Als Drusus ermordet wurde und der Bundesgenossenkrieg ausbrach, wurde Silo als Oberbefehlshaber der Marser einer der wichtigsten Heerführer auf Seiten der Italiker. 90 v. Chr. errang er einen Sieg über Quintus Servilius Caepio, erlitt aber Ende des folgenden Jahres eine Niederlage am Aternus. 88 v. Chr. war er Oberbefehlshaber aller Italiker, die den Kampf nicht aufgegeben hatten, und fiel im Kampf gegen Mamercus Aemilius Lepidus Livianus, einen Bruder des Livius Drusus.
Nach einer Anekdote bei Plutarch war Silo öfter im Hause des Drusus und lernte dort die Kinder Livias mit Quintus Servilius Caepio und Marcus Porcius Cato Salonianus kennen. Alle unterhielten sich mehr oder minder begeistert mit ihm, bis auf den kleinen Marcus Porcius Cato, der nur stumm dasaß oder frech antwortete. Als Silo ihn jedoch an den Beinen aus dem Fenster hielt und ihm androhte, ihn herauszuwerfen, war er brav und sagte nichts.